# Poesia trascendentale
Poesia trascendentale è un termine filosofico coniato da Friedrich Schlegel sulla rivista Athenäum nel 1798 che indica la particolare caratteristica della poesia di riflettere sé stessa.
Nel primo romanticismo tedesco si cerca di individuare nella poesia lo strumento per comprendere la realtà, anzi, per produrre il nuovo assetto del reale. Il filosofo Friedrich Schlegel e il poeta Novalis si rifanno ai sistemi filosofici di Immanuel Kant e di Johann Gottlieb Fichte, secondo i quali l'immaginazione (in modi radicalmente diversi) produce la realtà che noi incontriamo nell'esperienza. Schlegel e Novalis usano in termine poesia trascendentale per indicare la caratteristica della poesia moderna di riflettere sé stessa, tanto che la riflessione filosofica sul fare poetico (sulle sue possibilità, sui suoi limiti) diventa costitutiva del fare poetico stesso. Per il poeta moderna la consapevolezza dell'operare prende il sopravvento sulla spontaneità, l'artificio dei moderni subentra alla naturalità e all'imitazione quale regola generale propria del fare artistico degli antichi.
Schlegel nel 1800 assegna alla poesia trascendentale questo compito: «in tutto quello che rappresenta [deve] rappresentare anche se medesima ed essere sempre, insieme, poesia e poesia della poesia». Essa si propone, in particolare nella formulazione offerta da Novalis, come il modo di filosofare proprio della modernità che è venuta in chiaro della propria origine poetica.
Dopo il romanticismo il concetto di poesia trascendentale non viene più utilizzato esplicitamente, ma la categoria rimane alla base del fare artistico e risulta decisiva per comprendere una caratteristica specifica della poesia moderna, il suo carattere riflessivo, il suo frequente riferimento alla propria natura artificiosa. Questo richiamo al proprio essere poesia spesso diventa costitutivo della poesia stessa, come attestato ancora oggi dagli esempi di Jorge Luis Borges e G. Benn.